# Covenanter
Cruiser tank Mk V  nebo A13 Mk III Covenanter byl britský křižníkový tank z období druhé světové války. Zaveden byl roku 1940. Celkem bylo vyrobeno 1771 kusů. Využíván byl zejména k výcviku a obraně britských ostrovů. Mimo ně byla nasazena mostní verze. Covenanter byl první britský tank s oficiálně přiděleným jménem.

## Historie

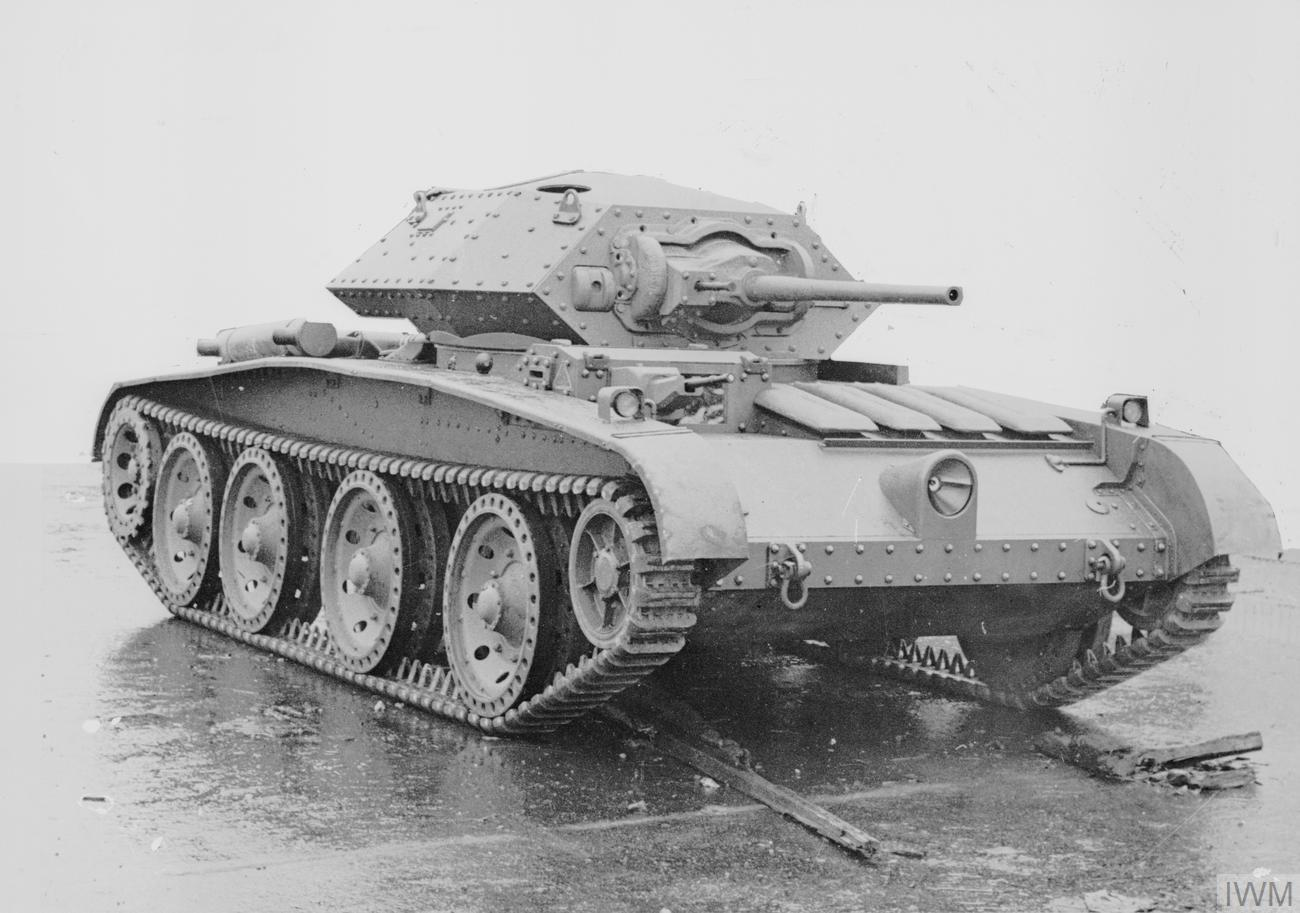
Prototyp tanku Covenanter

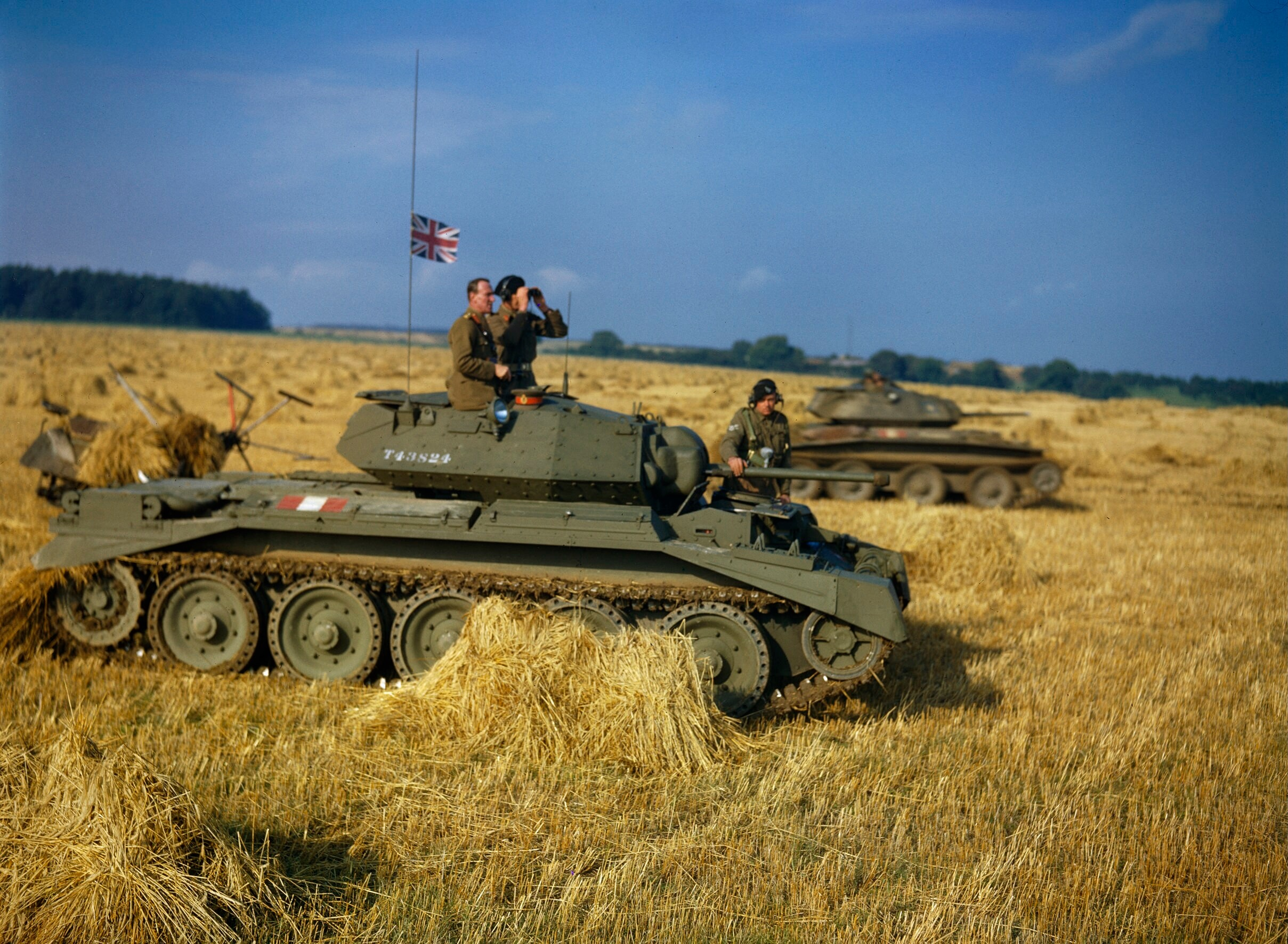
Tanky Covenanter na cvičení v hrabství Yorkshire v roce 1942

V roce 1938 britské ministerstvo války hledalo náhradu za křižníkové tanky Cruiser Mk IV. Společnost Nuffield Mechanizations Ltd. neuspěla s projekty A14 a A16, považovanými za příliš nákladné. Naopak uspěl návrh A13 Mark III. Tank navrhla společnost London, Midland and Scottish Railway Company (LMS), který neměla s vývojem obrněných vozidel přechozí zkušenosti. Společnost Nuffield navrhla dělovou věž a Henry Meadows motor. Kvůli rychle se zhoršující mezinárodní situaci bylo prvních sto tanků objednáno 17. dubna 1939 přímo z rýsovacího prkna. Případné nedostatky měly být odstraňovány během výroby. V letech 1941–1943 se do sériové výroby tanku zapojily i společnosti English Electric a Leyland Motors. Kvůli nedostatku svářečů výroba přešla na nýtovaný pancíř, což zvyšovalo hmotnost.
Prototyp byl dokončen roku 1940. Při jeho zkouškách se projevily obtížně řešitelné problémy s přehříváním motoru, což znemožňovalo nasazení tanku v severní Africe. Tanky do služby vstoupily až po pádu Francie v létě 1940. Většina jich proto sloužila na britských ostrovech. Mimo britské ostrovy se uplatnila mostní verze tanku. V Evropě ji využívala i Československá samostatná obrněná brigáda. Na tichomořském válčišti je využívala 4. obrněná brigáda australské armády na Bougainville a Balikpapanu.

## Popis

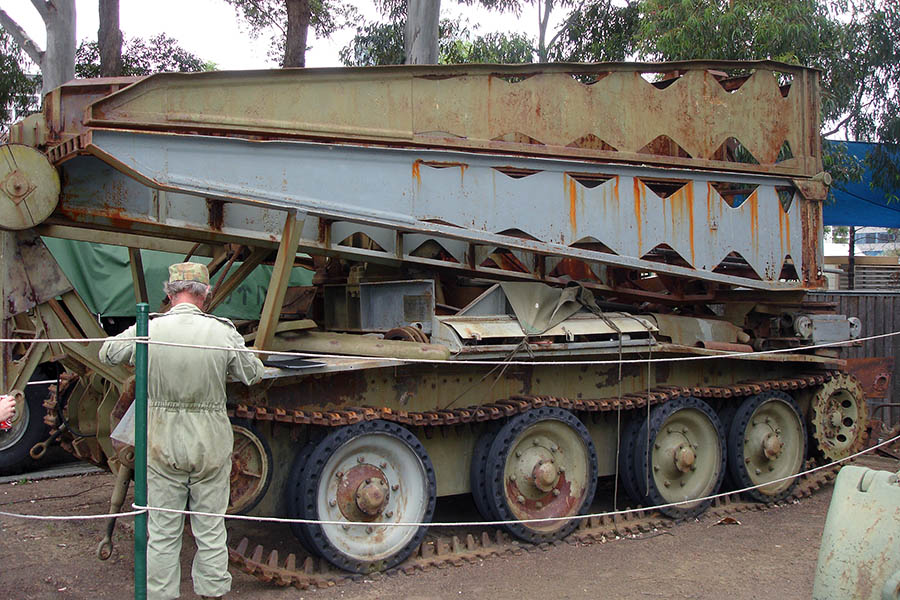
Mostní verze tanku Covenanter

Tank vážil osmnáct tun. Obsluhovala jej čtyřčlenná posádka (velitel, střelec, nabíječ a řidič). Využíval podvozek se zavěšením Christie. Sestával na každé straně z napínacího kola vpředu, čtyř pojezdových kol a hnacího kola vzadu. Navržen byl tak, aby měl nízkou siluetu a množství šikmých ploch umožňujících použití tenčího pancíře. Použitý pancíř měl sílu 7–40 mm. Úspory mělo přinést použití svařovaného pancíře, namísto obvyklého nýtovaného. Výzbroj byla soustředěna do dělové věže tanku. Tvořil ji dvouliberní kanón QF Vickers ráže 40 mm a koaxiální 7,92mm kulomet Besa. Tank poháněl benzínový dvanáctiválcový boxer Meadows Flat-12 D.A.V. o výkonu 340 koní. Kvůli snížení výšky tanku byl chladič přesunut do přídě vedle prostoru řidiče, což způsobilo chronické problémy s chlazením. Dosahoval rychlosti až 48 km/h. Dojezd byl 160 kilometrů.

## Verze
- Covenanter Mk I – základní model
  - Covenanter Mk I Close Support – 76,2mm houfnice (QF 3-inch howitzer) pro přímou palebnou podporu

- Covenanter Mk II – úprava Mk I s vylepšeným chlazením, chladiči instalován nový chladič oleje, sestávající z několika trubek
  - Covenanter Mk II Close Support – 76,2mm houfnice pro přímou palebnou podporu

- Covenanter Mk III – zdvojené chladiče oleje byly přesunuty po stranách vedle motoru
  - Covenanter Mk III Close Support – 76,2mm houfnice pro přímou palebnou podporu

- Covenanter Mk IV – jako Covenanter Mk II, navíc byla modifikována spojka
  - Covenanter Mk IV Close Support – 76,2mm houfnice pro přímou palebnou podporu

- Covenanter Bridgelayer – mostní tank